# Calendrier de la saison de cyclo-cross féminine 2011-2012
Navigation
2010-2011 2012-2013
Le calendrier de la saison de cyclo-cross féminine 2011-2012 regroupe des courses de cyclo-cross débutant le 10 septembre 2011 et finissant le 19 février 2012.

## Classements UCI
Résultat final
| #   | Coureur                | Pays        | Pts   |
| --- | ---------------------- | ----------- | ----- |
| 1.  | Daphny van den Brand   | Pays-Bas    | 2 140 |
| 2.  | Marianne Vos           | Pays-Bas    | 2 100 |
| 3.  | Katherine Compton      | États-Unis  | 1 740 |
| 4.  | Helen Wyman            | Royaume-Uni | 1 422 |
| 5.  | Lucie Chainel-Lefèvre  | France      | 1 392 |
| 6.  | Sanne van Paassen      | Pays-Bas    | 1 350 |
| 7.  | Sanne Cant             | Belgique    | 1 333 |
| 8.  | Kateřina Nash          | Tchéquie    | 1 290 |
| 9.  | Nikki Harris           | Royaume-Uni | 1 124 |
| 10. | Pavla Havlíková        | Tchéquie    | 950   |
| 11. | Sophie de Boer         | Pays-Bas    | 899   |
| 12. | Caroline Mani          | France      | 760   |
| 13. | Jasmin Achermann       | Suisse      | 732   |
| 14. | Meredith Miller        | États-Unis  | 724   |
| 15. | Sabrina Stultiens      | Pays-Bas    | 676   |
| 16. | Arenda Grimberg        | Pays-Bas    | 591   |
| 17. | Joyce Vanderbeken      | Belgique    | 590   |
| 18. | Kaitlin Antonneau      | États-Unis  | 587   |
| 19. | Sabrina Schweizer      | Allemagne   | 512   |
| 20. | Pauline Ferrand-Prévot | France      | 502   |

| #   | Nation (élites)  | Pts   |
| --- | ---------------- | ----- |
| 1.  | Pays-Bas         | 5 590 |
| 2.  | États-Unis       | 3 051 |
| 3.  | Royaume-Uni      | 3 043 |
| 4.  | France           | 2 654 |
| 5.  | Tchéquie         | 2 634 |
| 6.  | Belgique         | 2 274 |
| 7.  | Allemagne        | 1 174 |
| 8.  | Suisse           | 1 093 |
| 9.  | Italie           | 720   |
| 10. | Danemark         | 714   |
| 11. | Luxembourg       | 504   |
| 12. | Japon            | 496   |
| 13. | Suède            | 449   |
| 14. | Canada           | 399   |
| 15. | Pologne          | 301   |
| 16. | Espagne          | 203   |
| 17. | Serbie           | 200   |
| 18. | Croatie          | 200   |
| 19. | Hongrie          | 200   |
| 20. | Finlande         | 200   |
| 21. | Autriche         | 170   |
| 22. | Slovaquie        | 170   |
| 23. | Lettonie         | 107   |
| 24. | Nouvelle-Zélande | 52    |
| 25. | Lituanie         | 29    |

## Calendrier

### Septembre
| Date | Épreuve                                                                                              | Cat. | Vainqueur         | Équipe                       |
| ---- | --- | ---- | ----------------- | ---------------------------- |
| 10   | Nittany Lion Cross, Breinigsville                                                                    | 2    | Helen Wyman       | Kona Factory Team            |
| 14   | Cross After Dark Series #1 - CrossVegas, Las Vegas                                                   | 1    | Kateřina Nash     | Luna Pro Team                |
| 17   | Cross After Dark Series #2 - StarCrossed, Redmond                                                    | 2    | Kateřina Nash     | Luna Pro Team                |
| 17   | Charm City Cross 1, Baltimore                                                                        | 2    | Helen Wyman       | Kona Factory Team            |
| 18   | Rapha Focus GP, Issaquah                                                                             | 2    | Kateřina Nash     | Luna Pro Team                |
| 18   | New England Championship Series #1 - Catamount Grand Prix, Williston                                 | 2    | Amy Dombroski     | Crankbrothers Race Club      |
| 18   | Charm City Cross 2, Baltimore                                                                        | 2    | Helen Wyman       | Kona Factory Team            |
| 21   | Cross After Dark Series #3 - Gateway Cross Cup, Saint-Louis                                          | 2    | Teal Stetson-Lee  | California Giant-Specialized |
| 24   | USGP of Cyclocross #1 - Planet Bike Cup 1, Sun Prairie                                               | 1    | Kateřina Nash     | Luna Pro Team                |
| 24   | New England Championship Series #2 - The Nor Easter Cyclo-cross presented by Cycle-smart, Burlington | 2    | Helen Wyman       | Kona Factory Team            |
| 24   | GP Neerpelt Wisseltrofee Eric Vanderaerden, Neerpelt                                                 | 2    | Sanne van Paassen | Brainwash                    |
| 25   | Rohrbach's Ellison Park Cyclocross, Rochester                                                        | 2    | Helen Wyman       | Kona Factory Team            |
| 25   | USGP of Cyclocross #2 - Planet Bike Cup 2, Sun Prairie                                               | 2    | Kateřina Nash     | Luna Pro Team                |
| 25   | Süpercross Baden, Baden                                                                              | 2    | Hanka Kupfernagel | Itera-Stevens                |

### Octobre
| Date | Épreuve                                                                    | Cat. | Vainqueur             | Équipe                       |
| ---- | -------------------------------------------------------------------------- | ---- | --------------------- | ---------------------------- |
| 1    | New England Championship Series #3 - Gran Prix of Gloucester 1, Gloucester | 1    | Helen Wyman           | Kona Factory Team            |
| 2    | Vlaamse Industrieprijs Bosduin, Kalmthout                                  | 1    | Sanne van Paassen     | Brainwash                    |
| 2    | New England Championship Series #4 - Gran Prix of Gloucester 2, Gloucester | 2    | Helen Wyman           | Kona Factory Team            |
| 8    | USGP of Cyclocross #3 - New Belgium Cup 1, Fort Collins                    | 1    | Kateřina Nash         | Luna Pro Team                |
| 8    | New England Championship Series #5 - Providence Cyclo-cross 1, Providence  | 1    | Laura Van Gilder      | C3 p/b Mellow Mushroom       |
| 9    | Superprestige #1, Oostkamp-Ruddervoorde                                    | 1    | Helen Wyman           | Kona Factory Team            |
| 9    | USGP of Cyclocross #4 - New Belgium Cup 2, Fort Collins                    | 2    | Katherine Compton     | Rabobank-Giant Off-Road Team |
| 9    | New England Championship Series #6 - Providence Cyclo-cross 2, Providence  | 2    | Mary McConneloug      | KENDA-Seven-NoTubes          |
| 15   | Granogue Cross 1, Wilmington                                               | 2    | Laura Van Gilder      | C3 p/b Mellow Mushroom       |
| 15   | Cross After Dark Series #4 - Spooky Cross, Irvine                          | 2    | Caroline Mani         | CC Étupes                    |
| 16   | Granogue Cross 2, Wilmington                                               | 2    | Laura Van Gilder      | C3 p/b Mellow Mushroom       |
| 16   | Spooky Cross, Irvine                                                       | 2    | Caroline Mani         | CC Étupes                    |
| 16   | Coupe du monde #1, Plzeň                                                   | CDM  | Katherine Compton     | Rabobank-Giant Off-Road Team |
| 23   | New England Championship Series #7 - Downeast Cyclo-cross, New Gloucester  | 2    | Andrea Smith          | Ladiesfirst Racing           |
| 23   | Coupe du monde #2, Tábor                                                   | CDM  | Kateřina Nash         | Luna Pro Team                |
| 25   | 11e Kiremko Nacht van Woerden, Woerden                                     | 2    | Daphny van den Brand  | AA Drink - Leontien.nl       |
| 29   | Beacon Cross, Bridgeton                                                    | 2    | Nicole Thiemann       | Team CF                      |
| 29   | Colorado Cross Classic, Boulder                                            | 2    | Katherine Compton     | Rabobank-Giant Off-Road Team |
| 30   | Superprestige #2, Zonhoven                                                 | 1    | Sanne van Paassen     | Brainwash                    |
| 30   | Victory Circle Graphix Boulder Cup, Boulder                                | 1    | Katherine Compton     | Rabobank-Giant Off-Road Team |
| 30   | Internationales Radquer Steinmaur, Steinmaur                               | 2    | Sabrina Schweizer     | Focus Mig Team               |
| 30   | Challenge la France cycliste de cyclo-cross #1, Lignières-en-Berry         | 2    | Lucie Chainel-Lefèvre | CC Étupes                    |
| 30   | HPCX, Jamesburg                                                            | 2    | Nicole Thiemann       | Team CF                      |

### Novembre
| Date | Épreuve                                                                           | Cat. | Vainqueur              | Équipe                       |
| ---- | --------------------------------------------------------------------------------- | ---- | ---------------------- | ---------------------------- |
| 1    | Trophée GvA #1 - Koppenbergcross, Audenarde                                       | 1    | Sanne van Paassen      | Brainwash                    |
| 4    | Darkhorse Cyclo-Stampede International Cyclo-cross, Covington                     | 2    | Katherine Compton      | Rabobank-Giant Off-Road Team |
| 5    | New England Championship Series #8 - The Cycle-Smart International 1, Northampton | 2    | Kateřina Nash          | Luna Pro Team                |
| 5    | Java Johnny's - Lionhearts International Cyclo-cross, Middletown                  | 2    | Katherine Compton      | Rabobank-Giant Off-Road Team |
| 6    | Harbin Park International, Cincinnati                                             | 1    | Katherine Compton      | Rabobank-Giant Off-Road Team |
| 6    | New England Championship Series #9 - The Cycle-Smart International 2, Northampton | 2    | Kateřina Nash          | Luna Pro Team                |
| 6    | Championnat d'Europe de cyclo-cross, Lucques                                      | CC   | Daphny van den Brand   | Pays-Bas                     |
| 11   | Cyclocross Nommay, Nommay                                                         | 1    | Lucie Chainel-Lefèvre  | CC Étupes                    |
| 12   | USGP of Cyclocross #5 - Derby City Cup 1, Louisville                              | 1    | Katherine Compton      | Rabobank-Giant Off-Road Team |
| 13   | Superprestige #3, Hamme-Zogge                                                     | 1    | Daphny van den Brand   | AA Drink - Leontien.nl       |
| 13   | Internationales Radquer Frenkendorf, Frenkendorf                                  | 2    | Hanka Kupfernagel      | Itera-Stevens                |
| 13   | USGP of Cyclocross #6 - Derby City Cup 2, Louisville                              | 2    | Katherine Compton      | Rabobank-Giant Off-Road Team |
| 19   | North Carolina Grand Prix - Race 1, Hendersonville                                | 2    | Chloe Forsman          | Race Club 11                 |
| 20   | Superprestige #4, Gavere                                                          | 1    | Sanne van Paassen      | Brainwash                    |
| 20   | North Carolina Grand Prix - Race 2, Hendersonville                                | 2    | Chloe Forsman          | Race Club 11                 |
| 20   | Kansai Cyclo-cross Yasu Round, Yasu City                                          | 2    | Sakiko Miyauchi        | Viento                       |
| 20   | Challenge la France cycliste de cyclo-cross #2, Rodez                             | 2    | Pauline Ferrand-Prévot | Team Lapierre                |
| 25   | Jingle Cross Rock 1, Iowa City                                                    | 2    | Meredith Miller        | California Giant/Specialized |
| 26   | Jingle Cross Rock 2, Iowa City                                                    | 2    | Teal Stetson-Lee       | California Giant/Specialized |
| 26   | Coupe du monde #3, Coxyde                                                         | CDM  | Daphny van den Brand   | AA Drink - Leontien.nl       |
| 27   | Superprestige #5, Gieten                                                          | 1    | Marianne Vos           | Nederland Bloeit             |
| 27   | Jingle Cross Rock 3, Iowa City                                                    | 1    | Meredith Miller        | California Giant/Specialized |
| 27   | Kansai Cyclo-cross Nobeyama Kogen Round, Minamimaki                               | 2    | Ayako Toyooka          | Panasonic Ladies             |
| 27   | New England Championship Series #10 - Baystate Cyclo-cross, Sterling              | 2    | Laura Van Gilder       | C3 p/b Mellow Mushroom       |

### Décembre
| Date | Épreuve                                                        | Cat. | Vainqueur             | Équipe                            |
| ---- | -------------------------------------------------------------- | ---- | --------------------- | --------------------------------- |
| 3    | New England Championship Series #11 - NBX GP 1, Warwick        | 2    | Andrea Smith          | Ladiesfirst Racing                |
| 3    | Cyclocross LA 1, Los Angeles                                   | 2    | Meredith Miller       | California Giant/Specialized      |
| 4    | 37. Frankfurter Rad-Cross, Francfort-sur-le-Main               | 2    | Marianne Vos          | Nederland Bloeit                  |
| 4    | Cyclocross LA 2, Los Angeles                                   | 2    | Meredith Miller       | California Giant/Specialized      |
| 4    | New England Championship Series #12 - NBX GP 2, Warwick        | 2    | Andrea Smith          | Ladiesfirst Racing                |
| 8    | Ciclocross del Ponte, Faè di Oderzo                            | 2    | Jasmin Achermann      | Team Focus Bikes-Velo Club Rain   |
| 10   | Scheldecross, Anvers                                           | 1    | Katherine Compton     | Rabobank-Giant Off-Road Team      |
| 10   | USGP of Cyclocross #7 - Deschutes Brewery Cup 1, Bend          | 1    | Kateřina Nash         | Luna Pro Team                     |
| 10   | Kingsport Cyclo-cross Cup, Kingsport                           | 2    | Marne Smiley          | Bob's Red Mill                    |
| 11   | Vlaamse Druivenveldrit, Overijse                               | 1    | Katherine Compton     | Rabobank-Giant Off-Road Team      |
| 11   | USGP of Cyclocross #8 - Deschutes Brewery Cup 2 Bend           | 2    | Kateřina Nash         | Luna Pro Team                     |
| 11   | Challenge la France cycliste de cyclo-cross #3, Besançon       | 2    | Lucie Chainel-Lefèvre | CC Étupes                         |
| 17   | Trophée GvA #2 - GP Rouwmoer, Essen                            | 1    | Marianne Vos          | Nederland Bloeit                  |
| 18   | Coupe du monde #4, Namur                                       | CDM  | Marianne Vos          | Nederland Bloeit                  |
| 20   | Internationale Centrumcross van Surhuisterveen, Surhuisterveen | 2    | Marianne Vos          | Nederland Bloeit                  |
| 23   | Superprestige #6, Diegem                                       | 1    | Marianne Vos          | Nederland Bloeit                  |
| 26   | Internationales Radquer Dagmersellen, Dagmersellen             | 2    | Katrin Leumann        | Ghost Factory Racing Team         |
| 26   | Coupe du monde #5, Heusden-Zolder                              | CDM  | Marianne Vos          | Nederland Bloeit                  |
| 28   | Trophée GvA #3 - Azencross, Loenhout                           | 1    | Marianne Vos          | Nederland Bloeit                  |
| 30   | Fidea Cyclocross Leuven, Louvain                               | 1    | Marianne Vos          | Nederland Bloeit                  |
| 30   | Memorial Romano Scotti, Rome                                   | 2    | Vania Rossi           | Protek Team                       |
| 31   | Chicago Cyclocross Cup New Year's Resolution 1, Bloomingdale   | 2    | Sally Annis           | Crossresults.com/ JRA Cycles team |

### Janvier
| Date | Épreuve                                                      | Cat. | Vainqueur            | Équipe                 |
| ---- | ------------------------------------------------------------ | ---- | -------------------- | ---------------------- |
| 1    | Trophée GvA #4 - Grand Prix Sven Nys, Baal                   | 1    | Daphny van den Brand | AA Drink - Leontien.nl |
| 1    | Grand Prix Hotel Threeland, Pétange                          | 2    | Marianne Vos         | Stichting Rabo Women   |
| 1    | Chicago Cyclocross Cup New Year's Resolution 2, Bloomingdale | 2    | Susan Butler         | River City Bicycles    |
| 14   | 34° Gran Premio Mamma E Papa Guerciotti AM, Segrate          | 2    | Vania Rossi          | Protek Team            |
| 15   | Coupe du monde #6, Liévin                                    | CDM  | Marianne Vos         | Stichting Rabo Women   |
| 21   | Internationale Cyclo-Cross Rucphen, Rucphen                  | 2    | Marianne Vos         | Stichting Rabo Women   |
| 22   | Coupe du monde #7, Hoogerheide                               | CDM  | Marianne Vos         | Stichting Rabo Women   |
| 29   | Championnats du monde de cyclo-cross, Coxyde                 | CM   | Marianne Vos         | Pays-Bas               |

### Février
| Date | Épreuve                                                   | Cat. | Vainqueur            | Équipe                 |
| ---- | --------------------------------------------------------- | ---- | -------------------- | ---------------------- |
| 4    | Trophée GvA #5 - Krawatencross, Lille                     | 1    | Marianne Vos         | Stichting Rabo Women   |
| 5    | Superprestige #7, Hoogstraten                             | 1    | Daphny van den Brand | AA Drink - Leontien.nl |
| 11   | Superprestige #8, Middelkerke                             | 1    | Daphny van den Brand | AA Drink - Leontien.nl |
| 12   | GP Heuts, Heerlen                                         | 1    | Daphny van den Brand | AA Drink - Leontien.nl |
| 18   | Cauberg Cyclo-cross, Valkenburg aan de Geul               | 1    | Marianne Vos         | Stichting Rabo Women   |
| 19   | Trophée GvA #6 - Internationale Sluitingsprijs, Oostmalle | 1    | Daphny van den Brand | AA Drink - Leontien.nl |

## Championnats nationaux (CN)
Différentes championnes de la saison 2011-2012
| Nation                         | Élites femmes          |
| ------------------------------ | ---------------------- |
| Allemagne 8 janvier 2012       | Hanka Kupfernagel      |
| Autriche 8 janvier 2012        | Jacqueline Hahn        |
| Belgique 8 janvier 2012        | Sanne Cant             |
| Canada 5 novembre 2011         | Emily Batty            |
| Croatie 8 janvier 2012         | Mia Radotić            |
| Danemark 8 janvier 2012        | Nikoline Hansen        |
| Espagne 7 janvier 2012         | Rocio Martin Rodriguez |
| États-Unis 8 janvier 2012      | Katherine Compton      |
| Finlande 2 octobre 2011        | Maija Rossi            |
| France 8 janvier 2012          | Lucie Chainel-Lefèvre  |
| Grande-Bretagne 8 janvier 2012 | Helen Wyman            |
| Hongrie                        | Eszter Dósa            |

| Nation                     | Élites femmes        |
| -------------------------- | -------------------- |
| Irlande                    |                      |
| Italie 8 janvier 2012      | Eva Lechner          |
| Japon 11 décembre 2011     | Ayako Toyooka        |
| Luxembourg 8 janvier 2012  | Christine Majerus    |
| Pays-Bas 8 janvier 2012    | Marianne Vos         |
| Pologne 8 janvier 2012     | Olga Wasiuk          |
| République-tchèque         | Martina Mikulaskova  |
| Serbie 22 octobre 2011     | Jovana Crnogorac     |
| Slovaquie 11 décembre 2011 | Janka Števková       |
| Suède 13 novembre 2011     | Åsa Maria Erlandsson |
| Suisse 8 janvier 2012      | Jasmin Achermann     |

## Records de victoires
Au 31 janvier

### Par cycliste
|    | Nom                   | Tot. | Équipe                       | CDM/CM/CC | C1 | C2/CN |
| -- | --------------------- | ---- | ---------------------------- | --------- | -- | ----- |
| 1  | Marianne Vos          | 15   | Nederland Bloeit             | 5         | 5  | 5     |
| 2  | Katherine Compton     | 12   | Rabobank-Giant Off-Road Team | 1         | 5  | 6     |
| 3  | Kateřina Nash         | 11   | Luna Pro Team                | 1         | 4  | 6     |
| 4  | Helen Wyman           | 9    | Kona Factory Team            | -         | 2  | 7     |
| 5  | Daphny van den Brand  | 5    | AA Drink - Leontien.nl       | 2         | 2  | 1     |
| 6  | Sanne van Paassen     | 5    | Brainwash                    | -         | 4  | 1     |
| 7  | Laura Van Gilder      | 4    | C3 p/b Mellow Mushroom       | -         | 1  | 3     |
| -  | Meredith Miller       | 4    | California Giant/Specialized | -         | 1  | 3     |
| -  | Lucie Chainel-Lefèvre | 4    | CC Étupes                    | -         | 1  | 3     |
| 10 | Andrea Smith          | 3    | Ladiesfirst Racing           | -         | -  | 3     |
| -  | Hanka Kupfernagel     | 3    | Itera-Stevens                | -         | -  | 3     |

### Par pays
Les victoires obtenues lors des championnats nationaux ne sont pas prises en compte.
|   | Pays        | Vict. | CDM/CM | C1 | C2 |
| - | ----------- | ----- | ------ | -- | -- |
| 1 | États-Unis  | 33    | 1      | 7  | 25 |
| 2 | Pays-Bas    | 24    | 7      | 11 | 6  |
| 3 | Tchéquie    | 11    | 1      | 4  | 6  |
| 4 | Royaume-Uni | 8     | -      | 2  | 6  |
| 5 | France      | 6     | -      | 1  | 5  |
| 6 | Allemagne   | 3     | -      | -  | 3  |
| 7 | Japon       | 2     | -      | -  | 2  |
| - | Suisse      | 2     | -      | -  | 2  |
| - | Italie      | 2     | -      | -  | 2  |